# Frippe Nilsson

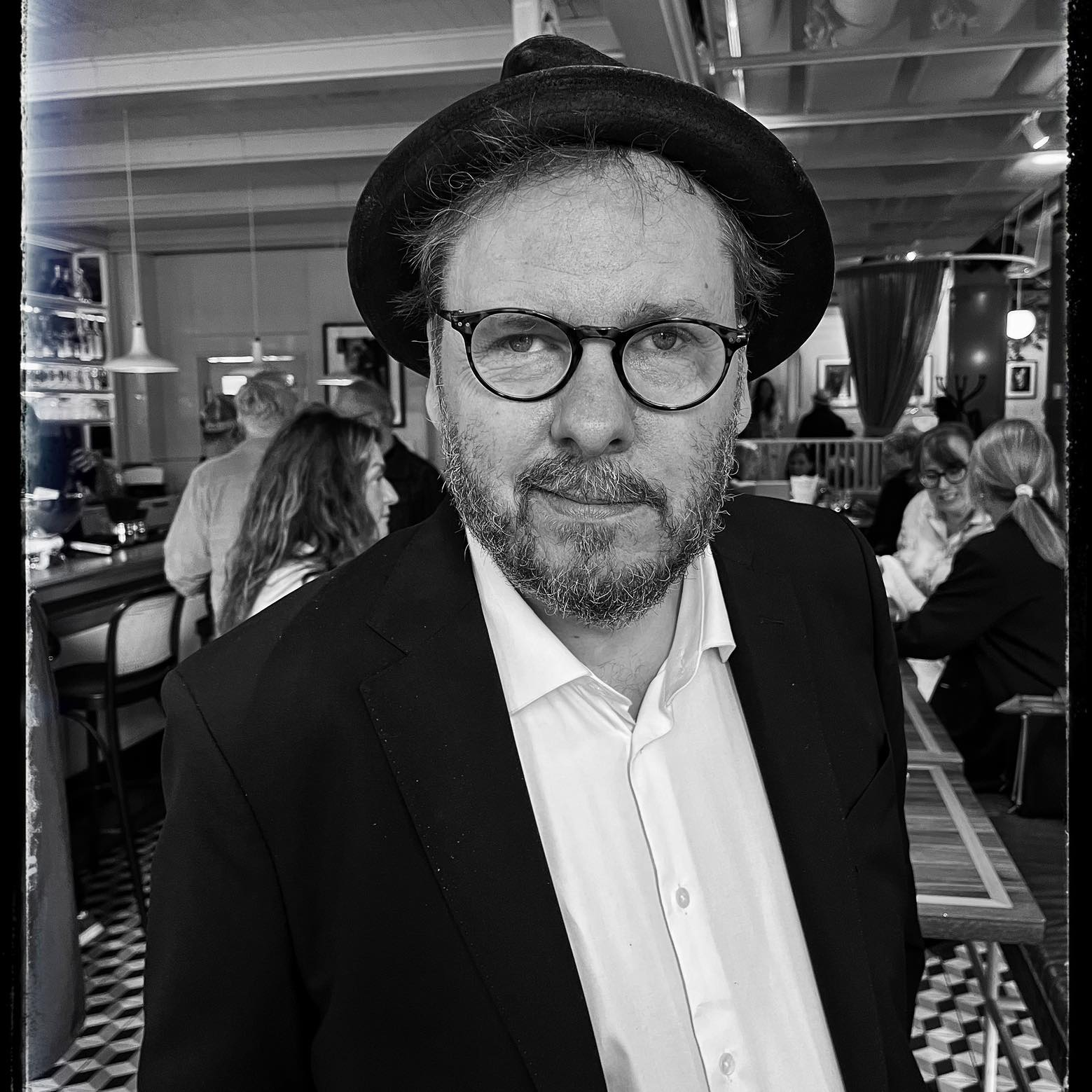
Frippe Nilsson

Frippe Nilsson, född 1973 i Karlstad, är en svensk författare, journalist och kulturarbetare. 
Nilsson växte upp i Västerås och studerade på Wiks Folkhögskola utanför Uppsala 1994 där han gick en linje för kreativt skrivande för att utveckla sina låttexter och poesi och började sitt skönlitterära skrivande. Året därpå flyttade han till Hudiksvall där han gick drama/teaterutbildningen på Forsa folkhögskola. År 1996 flyttade han till Stockholm där han bland annat läste skapande svenska på Skrivarakademin, grafisk formgivning och kurser på Poppius journalistskola.

## Författaren
Frippe Nilsson debuterade som författare 2000 med boken Jag ska bli rektor när jag blir stor som han började skriva på Wiks folkhögskola 1995. Hans största  framgång är barnboken Ett äpple till fröken med illustrationer av Emili Svensson, som var en av de mest inköpta av biblioteken år 2005. Boken har gått som teater i tre sammanhang med bland annat ett gästspel på Riksteaterns Teaterdagar i Botkyrka 2006. 
Nilsson har suttit i styrelsen för Författarcentrum samt sektionen för Barn/ungdomslitteratur på Författarförbundet. Han gör författarbesök i skolor och kulturföreningar och har haft skrivarkurser i kreativt skrivande för ungdomar.

## Figurerna
År 2011 började Nilsson rita lekfulla/naivistiska djur med mänskliga uttryck, ofta med en vän som inspiration. Motiven har tryckts på tavlor som har ställts ut vid ett tiotal tillfällen och även tryckts på kläder, väskor, muggar, kuddar med mera. År 2013 gjorde Anna Andersson kortfilmen Skrotet med leranimationer av Frippes djur. 

## Artiklarna och podden
Nilsson har arbetat som journalist och redaktör för några tidningar, främst som frilans, och skrivit om nyheter, kultur, hälsa, ekonomi och gjort många personporträtt. År 2021 startade han podden Under körsbärsträdet där han gör längre intervjuer med främst kulturarbetare. Bland gästerna kan nämnas Cato Lein, Suzanne Osten, Nina Hemmingsson, Kajsa Grytt, Amanda Ooms, Johan Johansson, Christian Kjellvander och Pelle Ossler.

## Kulturscenen
Nilsson har arrangerat flera  konserter och fester. 2008–2009 arrangerade han och Chimo Andersson Efter Semestern Festivalen i Vinterviken i Stockholm och han har även arrangerat mindre tillställningar på främst Södermalm. I augusti 2014 
startade Nilsson Kulturscenen som uppträdde på flera platser i Stockholm. Den ideella föreningen med samma namn, som bildades 2016, beviljades kulturstöd från Stockholms läns landsting för projektet Torg & park år 2017 och   
framträdde under sommaren på 14 olika platser med sammanlagt 32 artister. 

## Musiken
Nilsson har spelat i flera olika konstellationer men även varit  trubadur. År 2015 startade han  Frippes kapell med Claes Björklund på slagverk, Wille Petersson på gitarr, Erik Fridell på dragspel och  Peter Brandt på bas och i Västerås spelade han med vännen Fredrik Sandberg i bandet De Ohörda.